# Первый Вишеградский съезд
Первый Вишеградский съезд — съезд европейских монархов, состоявшийся в конце октября — начале ноября 1335 года в венгерском городе Вишеград. На нём присутствовали три монарха Восточной Европы: король Чехии Ян I, король Венгрии Карл I Роберт (инициатор встречи) и король Польши Казимир III. Обсуждался вопрос образовании антигабсбургской коалиции и отказа Яна I от претензий на польскую корону в обмен на признание чешского суверенитета над Силезией и доплатой в размере 20 тысяч пражских грошей.

## Ход событий
В 1300 году король Чехии Вацлав II был коронован и стал польским королём, что вызвало обеспокоенность представителей правившей польской династии Пястов, поскольку теперь претендентами на польский трон становились наследники Вацлава. С целью разрешения этого конфликта монархи начали переговоры о подписании соглашения, а посредником выступил венгерский король Карл I Роберт.
После того, как была разработана так называемая Тренчинская конвенция, поздней осенью 1335 года в Вишеграде состоялась встреча всех троих монархов, на которой был подтверждён отказ чешского короля Яна I от претензий на польскую корону и всю Польшу, в обмен на что ему выплатили денежную компенсацию в размере обещанных 20 тысяч грошей и признали чешское владычество над герцогством Силезией. Главным же достижением стало заключение долгожданного оборонительного союза трёх стран против династии Габсбургов и заключение договорённостей о создании новых торговых маршрутов в обход Вены.

## Последствия
- Силезия оставалась под владычеством чешской короны до 1742 года, пока не отошла к королевству Пруссии, а в состав Польши большая часть силезских земель вернулась только после Второй мировой войны (небольшая часть Силезии ныне принадлежит Чехии).
- 6 декабря 1335 после подписания соглашения польский король Казимир III и король Чехии Ян I прибыли в Прагу, где польскому монарху было оказано много почестей, согласно летописям.
- В 1339 году состоялся второй Вишеградский съезд, на котором выбирался король Польши.